# 췬완선
췬완선(중국어: 荃灣綫)은 홍콩섬의 MTR(홍콩 지하철) 중완 역에서 시작하여 사이가우룽에서 남서 신가이 지역의 췬완 역까지 운행되는 노선이다. 현재 16개의 역을 30분 주기로 순환한다. 중완의 빅토리아 항과 유동인구가 많은 짐사저이, 야우마데이, 웡곡, 그리고 삼서이보를 지나가므로 많은 사람들이 이용하는 노선이다.

## 역사

### 계획과 현재
췬완 선은 처음부터 홍콩 지하철의 일부로 계획되었다. 하지만 최초의 청사진은 실제로 건설된 것과는 차이가 있었다. 특히 역 이름들과 신제 지역의 역사건설이 차이가 난다. 예를 들어 지금의 췬완 역의 가장 서쪽 계곡에 서췬안이라고 건설이 계획되어 있었던 역이 있었다. 하지만 현재의 KCR 웨스트레일의 췬완역과는 차이가 있다. 원래의 계획으로는 지하역사가 되었어야 하는 것이 현재의 지상역사로 건설되었다.
췬완 역의 건설은 1975년에 승인되고 진행되었다. 하지만 췬완 역은 1979년 이미 개통된 다른 췐완 선의 역사들과는 달리 1982년 5월 10일 개통 전까지 완공되지 않아 실질적으로는 이용을 할 수 없었다. 흥미롭게도, 삼서이보 지역의 선수이부, 메이푸, 정사완, 라이치곡, 메이푸 의 역사등은 노선의 다른 역사들보다 1주일가량 늦게 개통됐다는 것이다. 이 노선의 건설로 프린스 에드워드 역으로부터 라이킹역까지의 왕복시간이 짧아졌다.
적어도 8개의 역사가 원 계획으로부터 다른 명칭과 지역을 갖게 되었다고 한다. 센트럴, 유마테이, 왕자오 등은 원래 역사가 위치한 도로 이름이 붙었으나, 후에 도로가 아닌 역사가 위치한 지역구의 이름을 내걸게 되었다. 한편, 위치가 수정된 역으로는 프린스 에드워드, 삼서이보 등의 역이 있다.
메이푸 역은 원래 라이치콕이라는 이름을, 라이치콕 역은 쩡샤완, 쩡샤완 역은 원래 소욱이라는 이름을 부여받았었다(이 명칭들은 역사 부근의 명왕조 릉들의 이름이다). 콰이퐁은 원래 못쓰는 바닷가라는 의미의 랍쌉완이라는 이름이 부여되었다. 한편 콰이힝 역은 원래 콰이청이라는 이름이었다.
쿠이펑, 쿠이칭, 라이치곡, 그리고 칭시완 역들은 개통 직전 현재와 같은 이름으로 명명되었다. 메이푸 역시 라이치곡으로부터 라이완으로 명명되었다, 그러나 1985년 메이푸로 개명되었다.

### 최근의 변화
텅청선이 완공될 때 즈음, 인터체인지 환승을 건설할 필요가 있었다. 아니면 승객들이 홍콩섬까지 가서 환승해야 할 판이었기 때문이었다. 그래서 결정된 곳이 라이칭역이었다. 췐완 선의 북쪽 노선은 환승역으로 바꾸기 위해 수정되었다. 그런 과정을 거쳐 1997년 환승역으로 전환되었다. 그것이 텅청선이 개통되기 1년 전의 일이었다.
메이푸역 역시 KCRC의 둥짐사저이 역과의 환승을 돕기 위하여 서브서페이스(subsurface) 통행로가 지어졌다.

## 노선 특징
췬완 선은 남북으로 뻗어있으며, 대부분의 노선은 지하에 건설되었다. 센트럴로부터 시작하여 어드미럴티, 젠사쥐, 프린스 에드워드, 선수이부, 라이치자오를 지나 라이칭역으로부터 지상역으로 전환된다.
라이칭역과 콰이퐁 사이에서 부상한 노선은 콰이퐁과 콰이힝사이에서 선로옆 주거민들에게 피해를 최소화하기 위하여 일정 조치가 취해졌다. 한편 타이워하우 역으로 진입하기 위해 터널 속으로 재진입하고, 마지막 췬완 역에서 최종적으로 지상으로 부상하게 된다.
노선의 일부는 동선로의 다른 역사들보다 확연히 깊다. 짐사저이 역과 애드미럴티 역, 중완 역이 선수이부 역 등의 다른 역보다도 깊은 이유는 항만을 지나가거나, 더 깊은 노선인 공도 선과의 평면 환승을 위한 것이다.

## 역

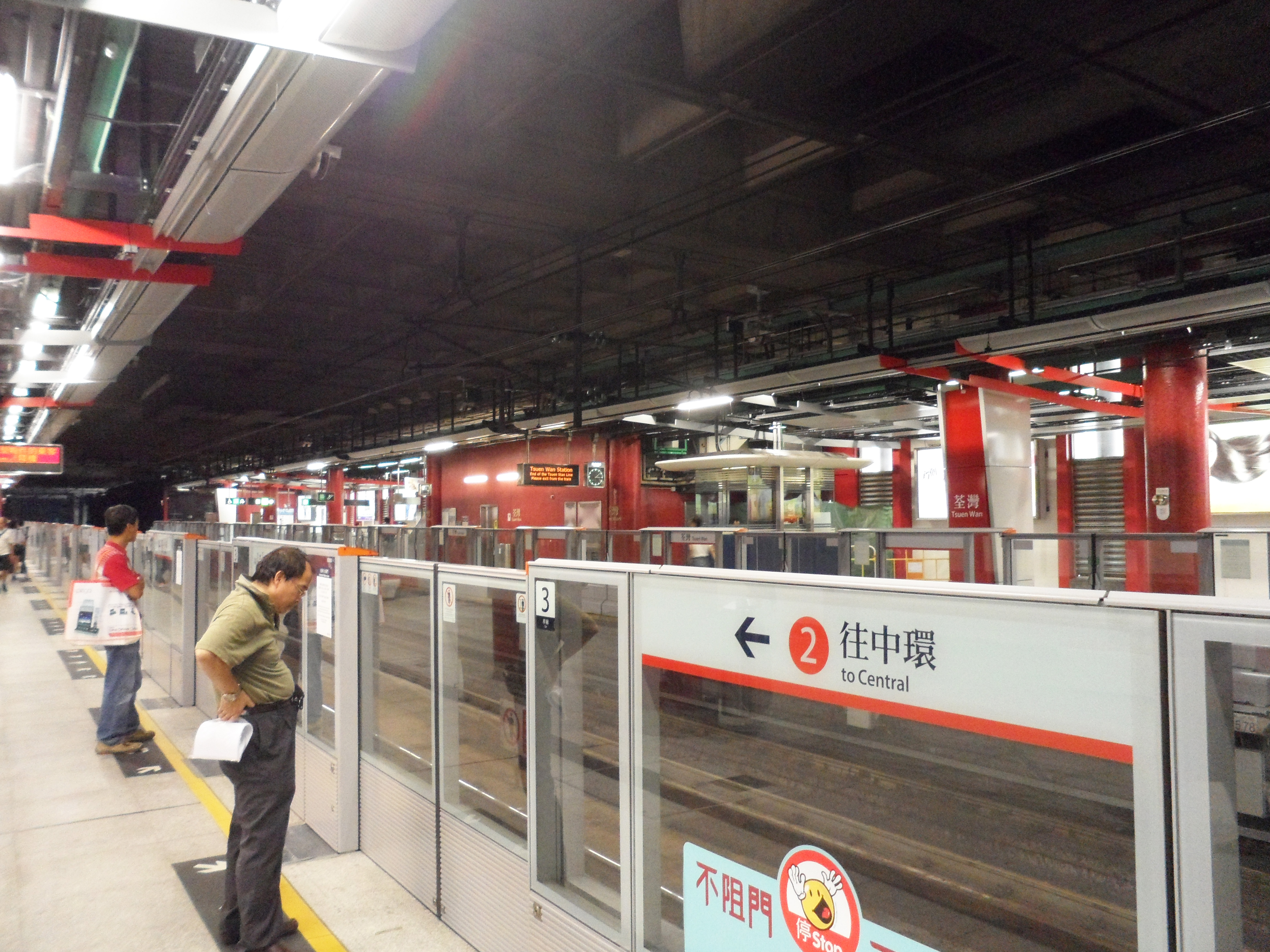
홍콩 지하철 췬완 역

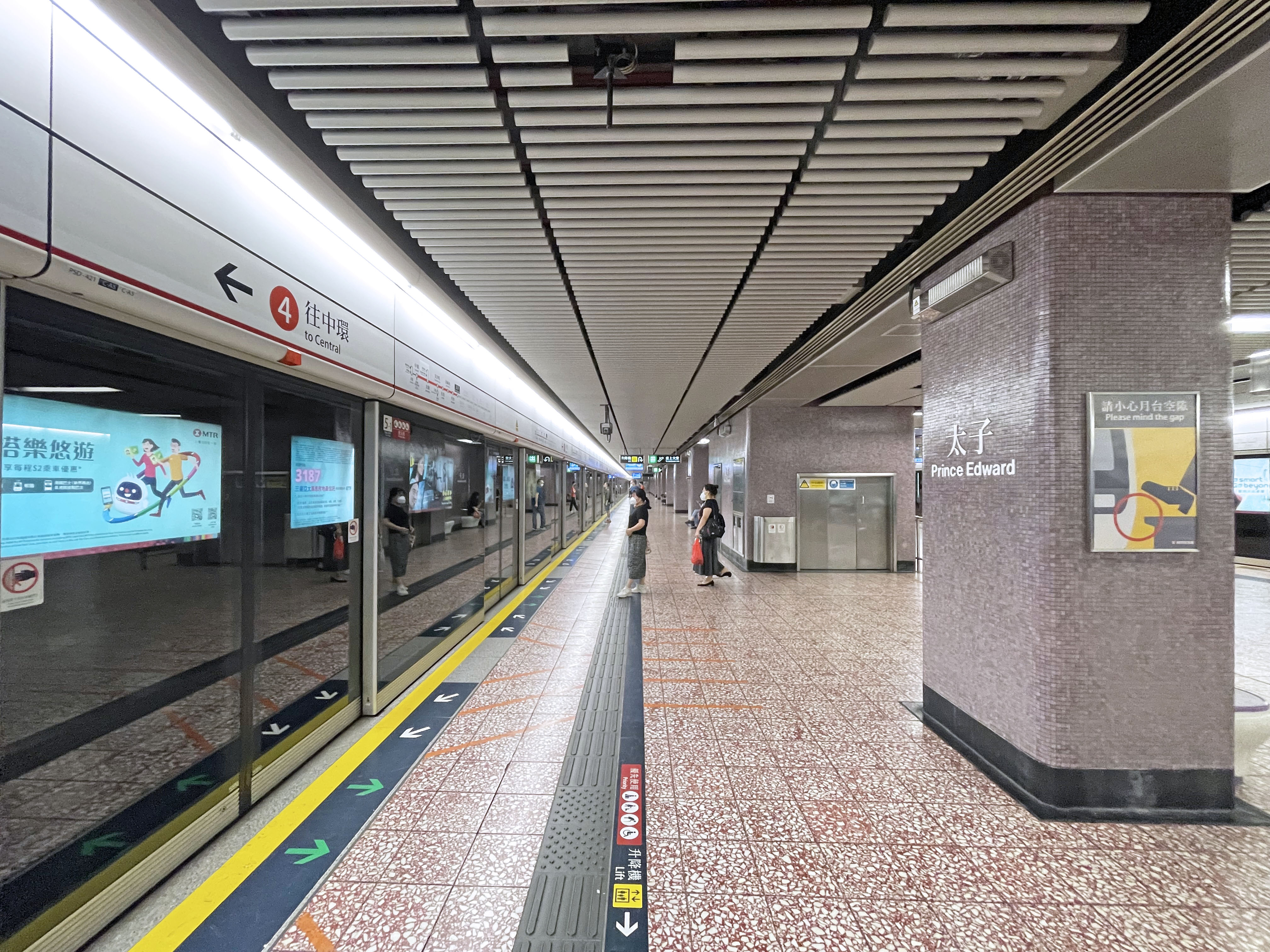
홍콩 지하철 타이지 역

| 역명           | 중국어 역명 | 영어 역명      | 소재지     | 환승                                  |
| -------------- | ----------- | -------------- | ---------- | ------------------------------------- |
| 췬완선         |             |                |            |                                       |
| 췬완           | 荃灣        | Tsuen Wan      | 췬완구     |                                       |
| 타이워하우     | 大窩口      | Tai Wo Hau     | 췬완구     |                                       |
| 콰이힝         | 葵興        | Kwai Hing      | 쿠이칭구   |                                       |
| 콰이퐁         | 葵芳        | Kwai Fong      | 쿠이칭구   |                                       |
| 라이킹         | 荔景        | Lai King       | 쿠이칭구   | ■둥충선                               |
| 메이푸         | 美孚        | Mei Foo        | 삼서이보구 | ■튄마선                               |
| 라이치콕       | 荔枝角      | Lai Chi Kok    | 삼서이보구 |                                       |
| 청사완         | 長沙灣      | Cheung Sha Wan | 삼서이보구 |                                       |
| 삼수이포       | 深水埗      | Sham Shui Po   | 삼서이보구 |                                       |
| 프린스에드워드 | 太子        | Prince Edward  | 야우짐웡구 | ■쿤통선                               |
| 몽콕           | 旺角        | Mong Kok       | 야우짐웡구 | ■쿤통선                               |
| 야우마테이     | 油麻地      | Yau Ma Tei     | 야우짐웡구 | ■쿤통선                               |
| 조던           | 佐敦        | Jordan         | 야우짐웡구 |                                       |
| 침사추이       | 尖沙咀      | Tsim Sha Tsui  | 야우짐웡구 | ■튄마선 이스트침사추이                |
| 애드미럴티     | 金鐘        | Admiralty      | 중시구     | ■공도선 ■동철선 ■남부섬선             |
| 센트럴         | 中環        | Central        | 중시구     | ■공도선 ■둥충선 ■홍콩 공항철도 홍콩역 |

## 같이 보기
- 홍콩의 지역 목록
- 홍콩의 교통